# Église Saint-Louis de La Flèche
Pour les articles homonymes, voir Saint-Louis et Église Saint-Louis.
L'église Saint-Louis de La Flèche est une église située à La Flèche, dans le département français de la Sarthe. Construite à partir de 1607 dans l'enceinte du collège des Jésuites, fondée en 1603 par Henri IV, elle est achevée en 1621. Intégrée depuis 1808 au Prytanée national militaire, elle conserve les cendres des cœurs d'Henri IV et de la reine Marie de Médicis, et constitue une paroisse du diocèse aux Armées.
Édifiée selon les plans de l'architecte Louis Métezeau, l'église Saint-Louis présente un style de transition entre l'architecture gothique traditionnelle et l'influence italienne subie dès la fin du XVIe siècle. La blancheur et la sobriété de la nef contraste avec la profusion des décors du retable du maître-autel et de la tribune d'orgues, de style baroque. L'église est classée aux monuments historiques depuis 1919.

## Historique

### De la fondation du collège des Jésuites à celle de l'église

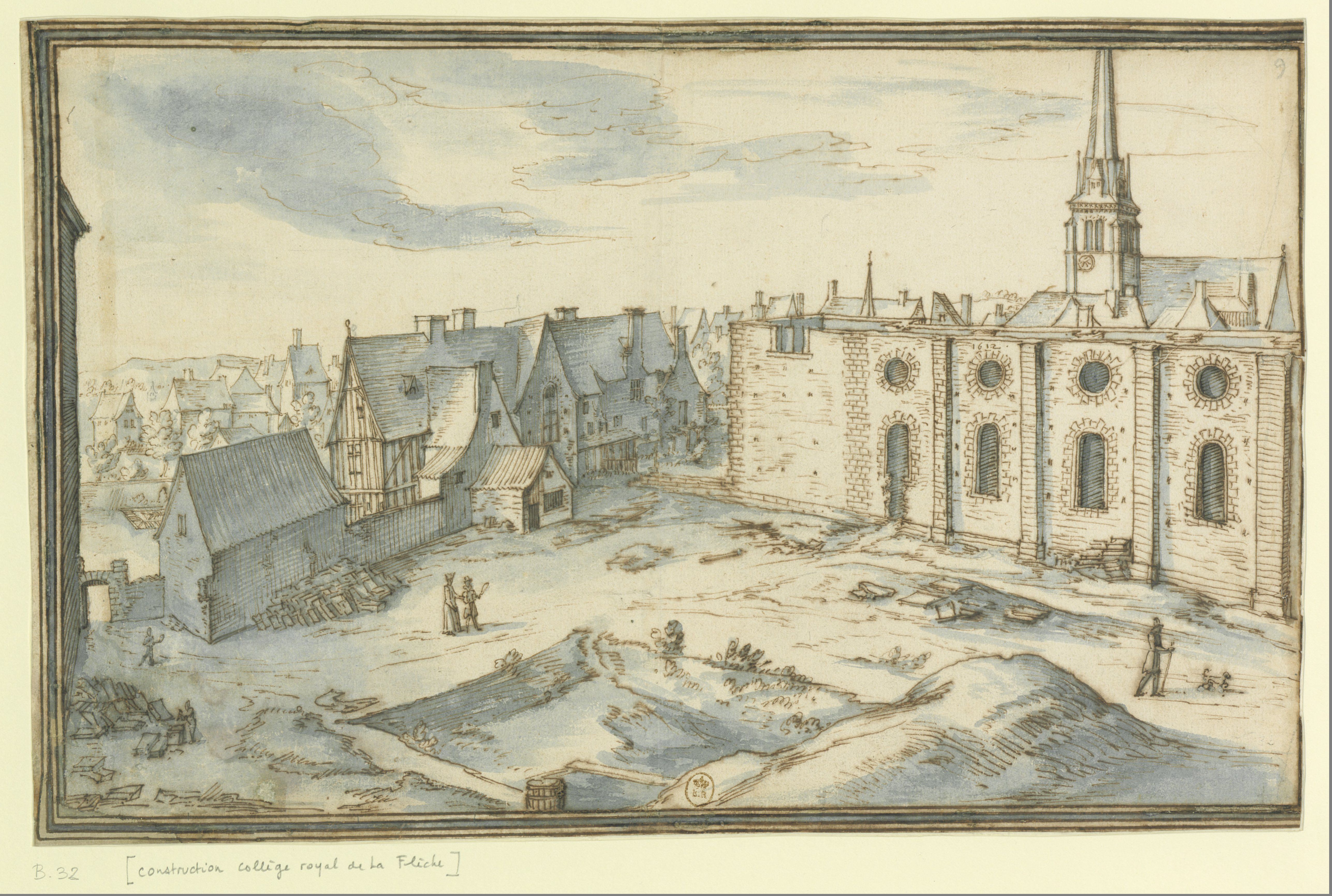
La construction du collège royal, dessin d'Étienne Martellange en 1612.

Le 3 septembre 1603, Henri IV signe l'édit de Rouen qui autorise le retour des Jésuites en France, puis décide de leur céder son « Château-Neuf » de La Flèche afin qu'ils y créent un collège. Par l'édit de Fontainebleau, rendu en 1607, le roi fixe le programme d'enseignement du collège et promet d'en faire bâtir l'église. Il y indique également qu'il souhaite que son cœur soit prélevé sur sa dépouille après sa mort, puis placé dans l'église du collège. 
La construction de l'église, dirigée par Jacques le Féron de Longuemézière, démarre cette même année 1607, d'après les plans de Louis Métezeau, l'architecte du roi. La première pierre en est posée dans la crypte par Jean de Beaumanoir, maréchal de Lavardin, et bénie par le curé de l'église Saint-Thomas de La Flèche. 
Au lendemain de la mort d'Henri IV, Guillaume Fouquet de La Varenne, conseiller du roi et gouverneur de La Flèche, rappelle à la reine Marie de Médicis la promesse qu'avait faite le roi de léguer son cœur au collège. Le cœur du défunt est alors confié aux Jésuites et apporté à La Flèche, où le cortège fait son entrée au matin du 4 juin 1610, commandé par le duc Hercule de Rohan-Montbazon. Une cérémonie est donnée en l'église Saint-Thomas avant que le cœur soit transféré vers le collège royal. 

### Achèvement des travaux
En 1611, le Féron de Longuemézière est déchargé des travaux et le chantier de construction de l'église est mis en sommeil. L'année suivante, le père Étienne Martellange est envoyé à La Flèche par Marie de Médicis afin de veiller à l'achèvement des travaux de l'église, dont les dépenses sont acquittées sur le trésor royal. À son arrivée, Martellange rédige un manuscrit dans lequel il formule un certain nombre de critiques à propos des débuts de la construction du collège, notamment les « fautes notoires de l'église ». Les remarques de Martellange portent autant sur la disposition de l'église que sur son architecture intérieure. À cette date, la construction de la chapelle étant assez avancée, Martellange ne peut y apporter que de légères modifications, comme la saillie du transept, absente des premiers plans de l'église.
Guillaume Fouquet de la Varenne meurt le 7 décembre 1616 dans son château de La Flèche. Conformément à la faveur qu'il avait obtenue du roi, son tombeau est édifié au pied de l'urne contenant le cœur d'Henri IV dans l'église du collège, tandis que son corps est inhumé dans la crypte. 
Les travaux de gros œuvre de l'église sont achevés en 1621 par la mise en place des voûtes d'ogives, et celle-ci est ouverte au culte l'année suivante à l'occasion des canonisations de saint Ignace de Loyola et saint François Xavier. Les cérémonies, présidées par Mgr Charles de Beaumanoir de Lavardin, évêque du Mans, s'étalent sur huit jours. L'église est consacrée en 1637 sous le patronage de Saint Louis par l'évêque d'Angers Claude de Rueil,. Les aménagements intérieurs de l'église se poursuivent tout au long du XVIIe siècle. Le retable du maître-autel est commandé en 1633 à l'architecte lavallois Pierre Corbineau, la tribune d'orgues est installée entre 1637 et 1640, les tribunes de croisillon en 1648, tandis que la décoration des chapelles et du chœur s'étale jusqu'en 1693. 
Le 12 avril 1643, conformément au souhait d'Henri IV, le cœur de Marie de Médicis est transféré à La Flèche et rejoint celui de son ancien époux dans l'église du collège royal. En 1648, deux niches sont creusées de chaque côté du chœur, dans la partie haute des bras du transept, afin d'y accueillir les cénotaphes contenant les cœurs d'Henri IV et de Marie de Médicis.

### Période contemporaine

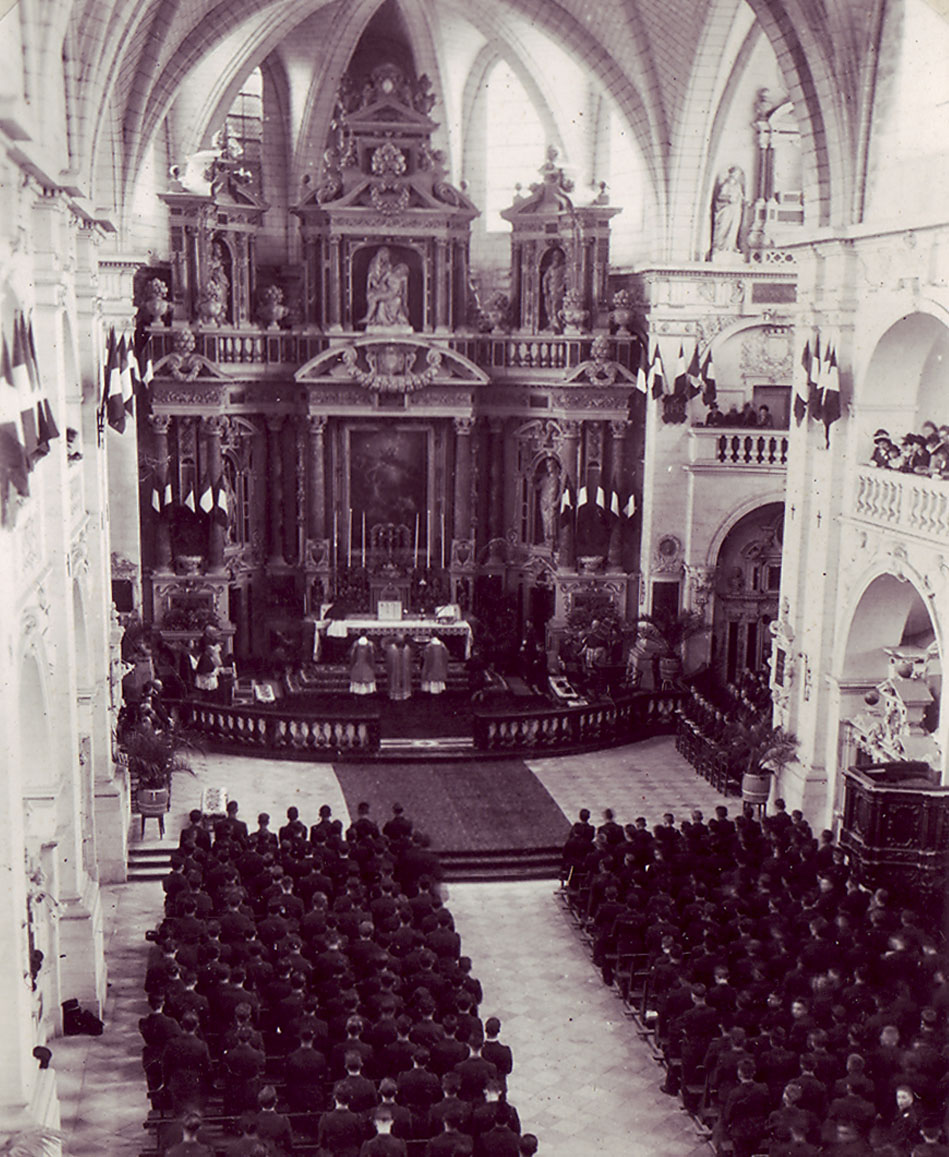
Une messe à l'église Saint-Louis dans les années 1950.

En septembre 1793, dans le contexte de la Révolution française, le représentant en mission Didier Thirion se rend à La Flèche et donne l'ordre de saisir les cénotaphes et de jeter les cœurs royaux au bûcher sur la place publique, actuelle place de la Libération,. Le docteur Charles Boucher, chirurgien à La Flèche, en recueille quelques cendres et les place dans un reliquaire. Ses héritiers les restituent au Prytanée national militaire, qui a succédé au collège royal, en 1814. Transformé en école militaire peu avant la Révolution, le collège est occupé par l'administration du district de la Flèche en 1793, puis par la municipalité à partir de 1795. La chapelle est alors transformée en salle de réunion d'un club révolutionnaire, et subit les destructions de plusieurs décors. 
En 1808, Napoléon Ier décide de transférer le Prytanée national militaire de Saint-Cyr à La Flèche, dans les locaux de l'ancien collège des Jésuites. L'église, ainsi que les autres bâtiments, sont alors intégrés dans la nouvelle institution. En 1828, l'église Saint-Louis est érigée en paroisse. Elle est classée, au même titre que le portail d'honneur du Prytanée, aux monuments historiques en 1919. Au début des années 1930, à l'initiative de Norbert Dufourcq, membre de la commission des orgues des monuments historiques, et de monseigneur Giraud, chanoine de l'église Saint-Thomas, un appel en faveur de la restauration de l'orgue de la chapelle est lancé dans la presse. La restauration est menée par Victor Gonzalez et ne s'achève qu'en 1947.
En 1965, deux nouvelles cloches, confectionnées par un atelier d'Annecy-le-Vieux et offertes par le « Comité des amis de la chapelle » sont installées dans le clocher de l'église. Entre 1988 et 1994, l'église Saint-Louis subit de nombreuses restaurations, dont celle de l'orgue. En mai 1996, Mgr Michel Dubost, évêque aux Armées, procède à la bénédiction de l'instrument, qui est inauguré le 22 septembre suivant, avec un récital d'André Isoir, organiste titulaire de l'église Saint-Germain-des-Prés.
L'église Saint-Louis constitue désormais une paroisse dépendant du diocèse aux Armées françaises et la messe y est célébrée chaque dimanche ainsi qu'une ou deux fois par semaine.
Plusieurs parties de l'église sont restaurées entre 2004 et 2021, dont le pignon ouest, une tour et surtout la totalité du campanile, fût et clocheton.

## Architecture

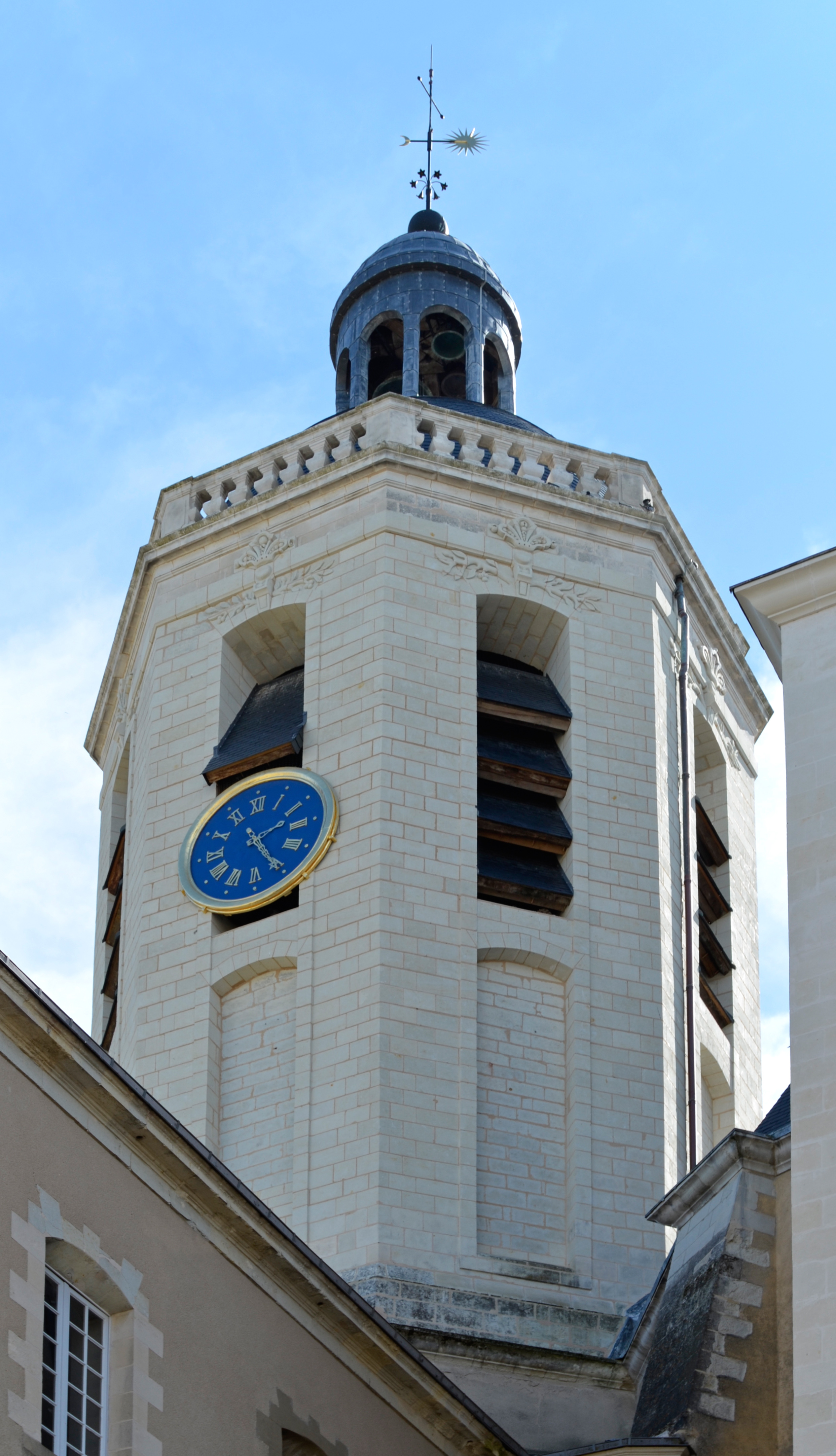
La « tour de pierre », qui abrite le clocher de l'église.

La construction de l'église Saint-Louis est due aux travaux de deux architectes, Louis Métezeau, qui en exécute les plans avant 1607, et le père Étienne Martellange, qui dirige l'achèvement des travaux après 1612. L'église constitue le côté sud de la « Cour des classes », également appelée « Cour de Sébastopol », elle s'appuie sur d'autres bâtiments à ses extrémités est et ouest et ne possède pas de portail. Elle adopte un plan simple, en forme de croix latine, et se compose d'une nef unique flanquée de dix chapelles latérales. L'abside à cinq pans s'ouvre directement sur le transept, sans travée intermédiaire, ce qui rompt avec le plan gothique traditionnel. L'élévation de l'église compte trois étages : les chapelles latérales sont surmontées d'une tribune, puis de fenêtres hautes. Les chapelles latérales, non communicantes, s'ouvrent dans la nef par un arc en plein cintre. Au-dessus, les tribunes communiquent entre elles par des passages ouverts entre les murs de refend et se prolongent dans les bras du transept par des coursières pour rejoindre le chœur. Le couvrement de la nef, œuvre des architectes saumurois Jean et Olivier Guibert, est fait de voûtes d'ogives de type angevin. L'église Saint-Louis témoigne ainsi de l'évolution architecturale au début du XVIIe siècle, dans un style de transition entre l'élévation gothique de la nef et l'influence italienne subie par le plan de l'édifice.
Le décor de la nef se limite aux anges sculptés en relief dans les écoinçons des arcades et aux symboles royaux de la frise. La blancheur de la pierre de tuffeau des parois et de la voûte ainsi que les fenêtres hautes de la nef, dont les vitraux ne sont pas colorés, donnent à l'église un éclairage généreux.
La charpente de la chapelle, achevée en 1613 par le charpentier fléchois Guillaume Malteste, supporte un campanile en plomb, composé de deux lanternons superposés. Emporté par une tornade en 1725, il est reconstruit sur une base élargie. Bâtie, derrière le chevet de l'église, la « tour de pierre » abrite le clocher. Surélevée en 1729, cette tour octogonale raccorde la chapelle à la « Cour d'honneur » du Prytanée.
À l'extérieur, seules deux façades sont visibles : la façade sud, qui donne sur la rue, et la façade nord tournée vers la « Cour des classes ». L'élévation de la chapelle est rythmée par les murs-boutants qui séparent les chapelles.

## Éléments intérieurs

### Chœur et retable du maître-autel

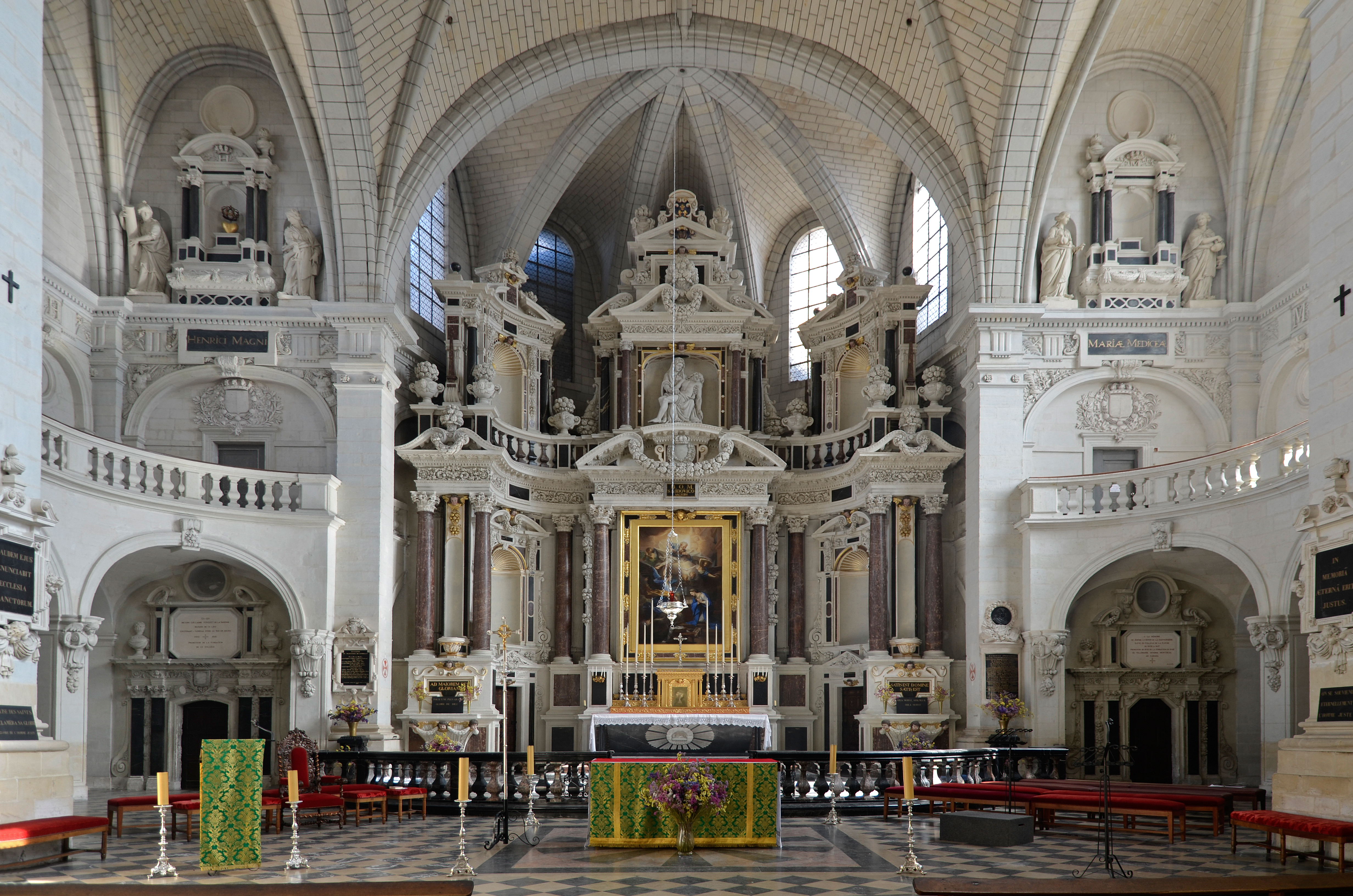
Retable du chœur, de style baroque.

Le retable lavallois du maître-autel, richement décoré dans le style baroque, s'oppose à la sobriété et à la blancheur de la nef. Il s'agit d'une œuvre monumentale sur deux étages en marbre polychrome exécutée par l'architecte lavallois Pierre Corbineau à partir de 1633. Le retable se compose d'un corps central et de deux ailes courbes qui suivent la forme de l'abside. Par sa dimension imposante, il bouche entièrement la vue sur l'abside. Le corps central est orné d'un tableau de Jean Restout figurant l'Annonciation. Cette toile, parfois attribuée à Jean Jouvenet, est installée vers 1819 et classée aux monuments historiques. Des cinq niches entourant ce motif central, seule la niche centrale a conservé sa statue, une Vierge de pitié du XIXe siècle réalisée par le sculpteur fléchois Callixte Coudret,. Les quatre autres niches abritaient autrefois des statues de saint Pierre, saint Paul, Charlemagne et saint Louis,.
Outre le retable du maître-autel, le décor du chœur est enrichi en 1693 par l'ajout d'une table de communion, offerte par le marquis René de la Varenne, dont le tracé arrondi rappelle celui des balustrades des tribunes, et par un pavement en marbre polychrome, utilisant le marbre noir de Sablé et le marbre rose de Laval,. Un bénitier, ainsi que les fonts baptismaux, sont aussi exécutés en marbre noir de Sablé. De chaque côté du maître-autel, deux plaques honorent la mémoire de deux anciens élèves du collège royal, le philosophe René Descartes et le maréchal Jean-Baptiste Budes de Guébriant.

### L'orgue et sa tribune
« L'orgue du Collège Royal de La Flèche, dans sa gaine aux couleurs chatoyantes, représentait certainement en cette première moitié du XVIIe siècle un des ensembles sonores et visuels les plus séduisants qu'il ait été donné de voir et d'ouïr en cette province du Maine, si riche pourtant en instruments de choix. »

— Norbert Dufourcq

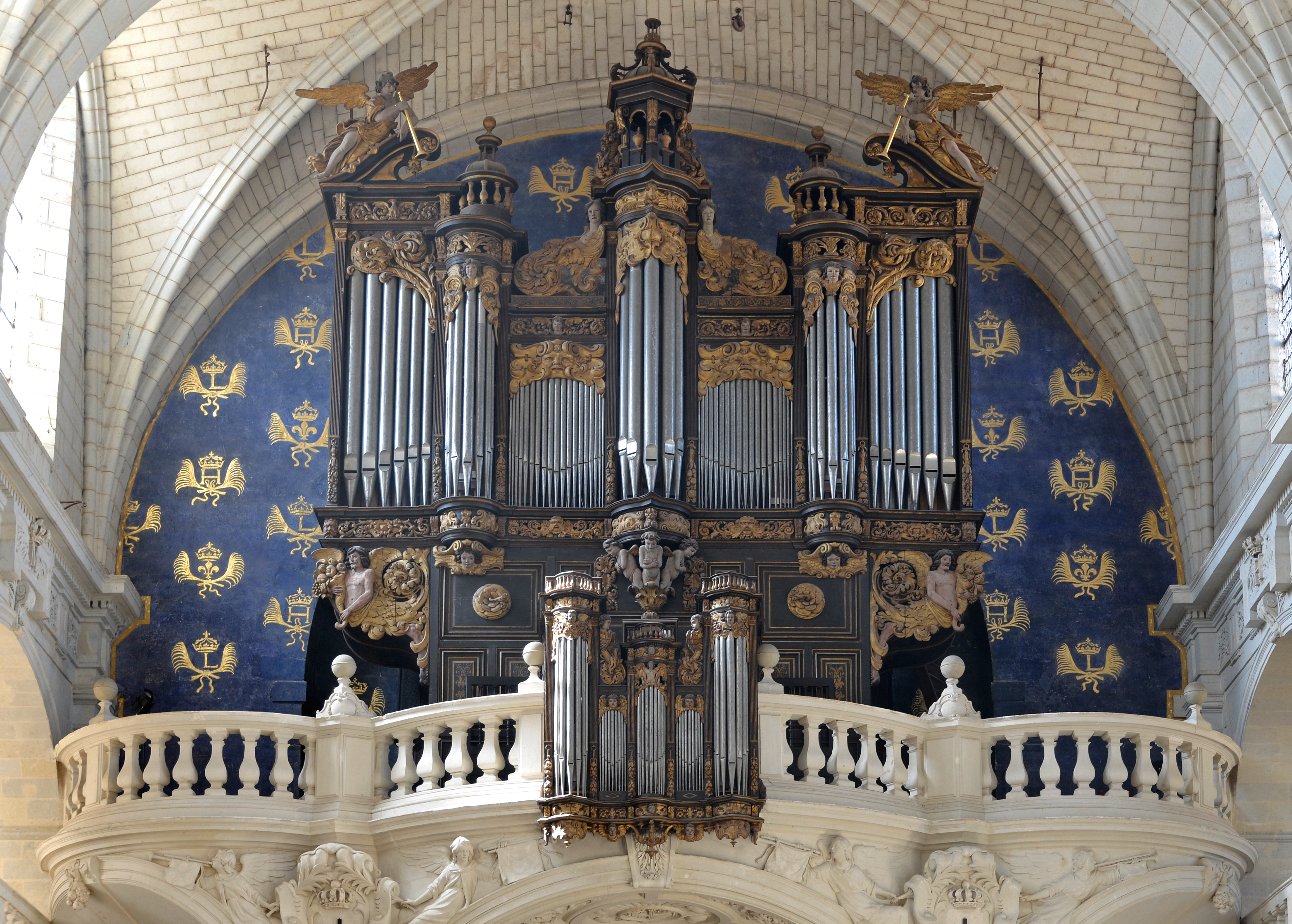
La tribune d'orgue, à l'extrémité ouest de la nef.

À l'extrémité ouest de la nef, la tribune d'orgues se compose d'une baie centrale à arc surbaissé et de deux trompes coniques. L'ensemble repose sur deux piliers carrés ornés d'atlantes. Commandée en 1637 à l'architecte fléchois Jacques Nadreau, la construction de la tribune s'étale sur trois ans. L'orgue, dont le facteur d'orgues est inconnu, est composé de deux parties : un positif enchâssé dans le balcon central de la tribune, ainsi qu'un Grand orgue placé contre le mur de la nef. La partie musicale de l'orgue compte 2 400 tuyaux, dont certains datent du XVIIe siècle. Le buffet d'orgue est exécuté en 1638 par les menuisiers angevins Pierre Frileux et Pierre Cornet dans un style baroque aux décors foisonnant mêlant anges, mascarons, rinceaux et cornes d'abondance sculptés dans le bois. Le décor mural, derrière l'orgue, se compose de fleurs de lys et des monogrammes des rois Henri IV et Louis XIII, dorés et surmontés d'une couronne, sur un fond bleu,. 
L'orgue est modifié en 1655 par le facteur flamand Guillaume Hermans, puis restauré et augmenté d'un quatrième clavier en 1772 par Jean Dangeville, avant de subir les pillages à la Révolution française. Un appel est lancé dans les années 1930 en faveur de sa restauration. Le buffet et la partie instrumentale de l'orgue sont classés au titre objet aux monuments historiques depuis 1933, et celui-ci est restauré entre 1935 et 1947 par Victor Gonzalez,. Du 1er juillet au 4 juillet 2012, l'organiste David Ponsford enregistre la Messe à l'usage des paroisses, pour les fêtes solennelles (1690) de François Couperin et la Messe pour plusieurs instruments au lieu des orgues (1674 ?) H.513 de Marc-Antoine Charpentier (transcription à l'orgue de David Ponsford). CD Nimbus NI6225 (2013).

### Les cénotaphes royaux
« [...] faire bâtir l'église et le collège selon le dessein et projet que nous en avons fait faire, laquelle église nous avons choisie pour être le domicile de notre cœur et celui de notre très chère épouse après notre décès. »

— Henri IV, édit de fondation du Collège
.

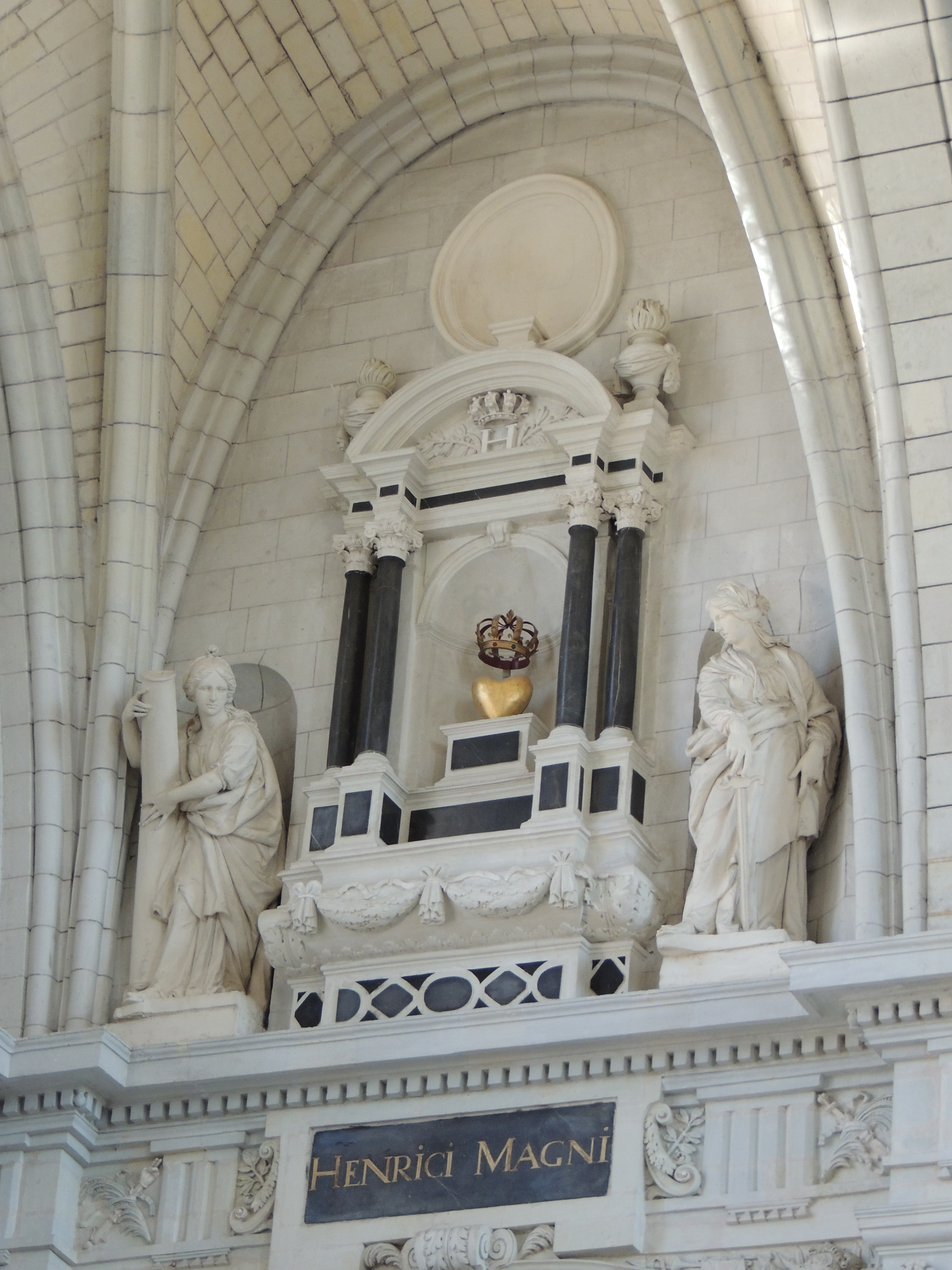
Le cénotaphe d'Henri IV, dans le bras nord du transept.

Dans l'édit de fondation du collège, Henri IV s'engage à céder son cœur et celui de la reine Marie de Médicis aux Jésuites afin qu'ils reposent dans l'église Saint-Louis. Un projet de mausolée est établi par l'architecte Louis Métezeau, mais il est finalement abandonné après la mort de ce dernier, puis remplacé par deux constructions plus modestes sur les bras du transept datant de 1648. Dans le bras nord, le cénotaphe d'Henri IV est orné de quatre colonnes corinthiennes de marbre noir qui supportent un fronton aux lignes courbes, sur lequel est inscrit le monogramme du roi. Ces colonnes encadrent une niche terminée en cul-de-four dans laquelle l'urne en métal renfermant le cœur est juchée sur un piédestal. Le cénotaphe est encadré par deux statues et souligné de l'inscription Henrici magni sur une plaque de marbre noir. Dans le bras sud du transept, la construction du cénotaphe de Marie de Médicis est identique. 
Depuis le passage à La Flèche du représentant en mission Didier Thirion, qui a conduit en 1793 à la destruction par le feu des cœurs royaux, les cendres des deux cœurs sont regroupées dans l'urne ornant le cénotaphe d'Henri IV, laissant ainsi vide le second cénotaphe.

### Le décor des chapelles
Les quatre chapelles les plus proches du chœur conservent la clôture qui les séparaient de la nef. Les clôtures sont composées d'une porte en plein cintre, flanquée de quatre colonnes de marbre de chaque côté et surmontée d'un fronton triangulaire. Le retable et la clôture de la chapelle saint Ignace de Loyola, située du côté sud de la nef, sont l'œuvre en 1621 de l'architecte lavallois Jean Martinet. Il réalise en 1623 le décor de la chapelle voisine, dédiée à saint François Xavier. 
Sur le côté opposé de la nef, la chapelle Notre-Dame est exécutée en 1633 par Pierre Corbineau, également auteur du retable du maître-autel. Vers 1655, les Jésuites commandent à nouveau à Corbineau le retable de la chapelle Saint-Joseph, située à côté de la chapelle Notre-Dame. Le décor des autres chapelles de l'église s'étale sur la seconde moitié du XVIIe siècle.

### Tableaux
La chapelle Saint-Louis présente une collection de tableaux remarquables. Le Martyre des Machabées, toile exécutée en 1715 par le peintre Bouard et rapportée de Rome par les Jésuites, est une œuvre aux dimensions imposantes avec ses cinq mètres de largeur. Classée aux monuments historiques en 2002, elle a fait l'objet d'une restauration en 2011. Une descente de croix, peinte en 1777 par Nicolas-Bernard Lépicié, bénéficie elle aussi d'un classement aux monuments historiques. Ce tableau est une copie d'une œuvre de la fin du XVIIe siècle, peinte par Jean Jouvenet et conservée au musée du Louvre.